# Jack Hawksworth
Jack Hawksworth (Bradford, 28 de fevereiro de 1991) é um automobilista inglês. Disputa atualmente a IndyCar.
Iniciou sua carreira pilotando karts aos 13 anos. Profissionalizou-se no automobilismo em 2011, disputando a Formula Renault 2.0 NEC e o campeonato britânico da categoria. No ano seguinte, disputou a Star Mazda Championship pela Team Pelfrey, e com 8 vitórias em 16 corridas, sagrou-se campeão. O título credenciou Hawksworth à um contrato com a Schmidt-Peterson para disputar a temporada da Indy Lights, e, embora conquistasse 3 vitórias, não repetiu o desempenho na Star Mazda, ficando em quarto lugar.
Em 2014, o inglês assinou com a Bryan Herta Autosport para disputar a temporada da IndyCar. Seu melhor resultado foi um terceiro lugar, no GP de Houston, e na corrida seguinte, em Pocono, sofreu um acidente que chegou a causar uma lesão no coração de Hawksworth, que não disputaria a prova. Voltou na etapa de Iowa, conquistando um sexto lugar no GP de Toronto, seu melhor resultado após sua volta às pistas. Ao final do campeonato, Hawksworth ficou em 17º lugar, com 366 pontos.
Para 2015, a equipe Foyt oficializou a contratação do piloto inglês, que será o companheiro de Takuma Sato. A presença de Jack fez com que o time de A. J. Foyt voltasse a usar dois carros em uma temporada completa da Indy - a última fora em 2002, quando a categoria ainda encontrava-se separada da CART (Champ Car).

## Links
- Site oficial de Jack Hawksworth (em inglês)
- Jack Hawksworth no X